# Cryptogramma raddeana
Cryptogramma raddeana är en kantbräkenväxtart som beskrevs av Aleksandr Vasiljevitj Fomin. Cryptogramma raddeana ingår i släktet Cryptogramma och familjen Pteridaceae. Inga underarter finns listade.